# Mellicta hastensis
Mellicta hastensis är en fjärilsart som beskrevs av Rocci 1932. Mellicta hastensis ingår i släktet Mellicta och familjen praktfjärilar. Inga underarter finns listade i Catalogue of Life.